# Lajos Szűcs (aixecador)
Lajos Szűcs   (Budapest, 13 de febrer de 1946 - Miskolc, 2 de setembre de 1999) fou un aixecador hongarès que va competir durant la dècada de 1970.
El 1972 va prendre part en els Jocs Olímpics d'Estiu de Múnic, on va guanyar la medalla de plata en la prova del pes mosca del programa d'halterofília. Quatre anys més tard, als Jocs de Mont-real, va disputar, sense sort, la mateixa prova En el seu palmarès també destaquen dues medalles de plata i una de bronze al Campionat del món d'halterofília i una d'or, una de plata i tres de bronze al Campionat d'Europa d'halterofília. El el 1973 i 1975 fou escollit aixecador hongarès de l'any. Es va retirar de la competició el 1977 per passar a exercir d'entrenador d'halterofília.